# Список астероїдів (23301—23400)
| Назва                                   | Тимчасове позначення | Дата відкриття  | Місце відкриття           | Відкривач                                              |
| --------------------------------------- | -------------------- | --------------- | ------------------------- | ------------------------------------------------------ |
| (23301) 2001 AO16                       | 2001 AO16            | 2 січня 2001    | Сокорро (Нью-Мексико)     | LINEAR                                                 |
| (23302) 2001 AB17                       | 2001 AB17            | 2 січня 2001    | Сокорро (Нью-Мексико)     | LINEAR                                                 |
| (23303) 2001 AD17                       | 2001 AD17            | 2 січня 2001    | Сокорро (Нью-Мексико)     | LINEAR                                                 |
| (23304) 2001 AN17                       | 2001 AN17            | 2 січня 2001    | Сокорро (Нью-Мексико)     | LINEAR                                                 |
| (23305) 2001 AH18                       | 2001 AH18            | 2 січня 2001    | Сокорро (Нью-Мексико)     | LINEAR                                                 |
| 23306 Адамфілдс (Adamfields)            | 2001 AC20            | 2 січня 2001    | Сокорро (Нью-Мексико)     | LINEAR                                                 |
| 23307 Алексрамек (Alexramek)            | 2001 AG20            | 2 січня 2001    | Сокорро (Нью-Мексико)     | LINEAR                                                 |
| 23308 Нійомсатіан (Niyomsatian)         | 2001 AS21            | 3 січня 2001    | Сокорро (Нью-Мексико)     | LINEAR                                                 |
| (23309) 2001 AX22                       | 2001 AX22            | 3 січня 2001    | Сокорро (Нью-Мексико)     | LINEAR                                                 |
| 23310 Siriwon                           | 2001 AA25            | 4 січня 2001    | Сокорро (Нью-Мексико)     | LINEAR                                                 |
| (23311) 2001 AM29                       | 2001 AM29            | 4 січня 2001    | Сокорро (Нью-Мексико)     | LINEAR                                                 |
| (23312) 2001 AV41                       | 2001 AV41            | 3 січня 2001    | Сокорро (Нью-Мексико)     | LINEAR                                                 |
| 23313 Супокаіваніч (Supokaivanich)      | 2001 AC42            | 3 січня 2001    | Сокорро (Нью-Мексико)     | LINEAR                                                 |
| (23314) 2001 AU44                       | 2001 AU44            | 15 січня 2001   | Обсерваторія Оїдзумі      | Такао Кобаяші                                          |
| 23315 Невінбрайан (Navinbrian)          | 2001 BN8             | 19 січня 2001   | Сокорро (Нью-Мексико)     | LINEAR                                                 |
| (23316) 2001 BZ8                        | 2001 BZ8             | 19 січня 2001   | Сокорро (Нью-Мексико)     | LINEAR                                                 |
| (23317) 2001 BP13                       | 2001 BP13            | 21 січня 2001   | Сокорро (Нью-Мексико)     | LINEAR                                                 |
| 23318 Сальвадорсанчес (Salvadorsanchez) | 2001 BT13            | 20 січня 2001   | Обсерваторія Амейя-де-Мар | Жауме Номен                                            |
| (23319) 2001 BR14                       | 2001 BR14            | 21 січня 2001   | Обсерваторія Оїдзумі      | Такао Кобаяші                                          |
| (23320) 2001 BP15                       | 2001 BP15            | 21 січня 2001   | Обсерваторія Оїдзумі      | Такао Кобаяші                                          |
| (23321) 2001 BY16                       | 2001 BY16            | 18 січня 2001   | Сокорро (Нью-Мексико)     | LINEAR                                                 |
| 23322 Дуїнгсева (Duyingsewa)            | 2001 BW24            | 20 січня 2001   | Сокорро (Нью-Мексико)     | LINEAR                                                 |
| 23323 Ананд (Anand)                     | 2001 BJ25            | 20 січня 2001   | Сокорро (Нью-Мексико)     | LINEAR                                                 |
| 23324 Квак (Kwak)                       | 2001 BW25            | 20 січня 2001   | Сокорро (Нью-Мексико)     | LINEAR                                                 |
| 23325 Арройо (Arroyo)                   | 2001 BK30            | 20 січня 2001   | Сокорро (Нью-Мексико)     | LINEAR                                                 |
| (23326) 2001 BL30                       | 2001 BL30            | 20 січня 2001   | Сокорро (Нью-Мексико)     | LINEAR                                                 |
| 23327 Лусернандес (Luchernandez)        | 2001 BE31            | 20 січня 2001   | Сокорро (Нью-Мексико)     | LINEAR                                                 |
| (23328) 2001 BM34                       | 2001 BM34            | 20 січня 2001   | Сокорро (Нью-Мексико)     | LINEAR                                                 |
| 23329 Хосевега (Josevega)               | 2001 BP42            | 19 січня 2001   | Сокорро (Нью-Мексико)     | LINEAR                                                 |
| (23330) 2001 BP43                       | 2001 BP43            | 19 січня 2001   | Сокорро (Нью-Мексико)     | LINEAR                                                 |
| 23331 Халімзейдан (Halimzeidan)         | 2001 BY43            | 19 січня 2001   | Сокорро (Нью-Мексико)     | LINEAR                                                 |
| (23332) 2001 BP54                       | 2001 BP54            | 18 січня 2001   | Обсерваторія Кітт-Пік     | Spacewatch                                             |
| (23333) 2059 P-L                        | 2059 P-L             | 24 вересня 1960 | Паломарська обсерваторія  | К. Й. ван Гаутен, І. ван Гаутен-Ґроневельд, Т. Герельс |
| (23334) 2508 P-L                        | 2508 P-L             | 24 вересня 1960 | Паломарська обсерваторія  | К. Й. ван Гаутен, І. ван Гаутен-Ґроневельд, Т. Герельс |
| (23335) 2542 P-L                        | 2542 P-L             | 24 вересня 1960 | Паломарська обсерваторія  | К. Й. ван Гаутен, І. ван Гаутен-Ґроневельд, Т. Герельс |
| (23336) 2579 P-L                        | 2579 P-L             | 24 вересня 1960 | Паломарська обсерваторія  | К. Й. ван Гаутен, І. ван Гаутен-Ґроневельд, Т. Герельс |
| (23337) 2613 P-L                        | 2613 P-L             | 24 вересня 1960 | Паломарська обсерваторія  | К. Й. ван Гаутен, І. ван Гаутен-Ґроневельд, Т. Герельс |
| (23338) 2809 P-L                        | 2809 P-L             | 24 вересня 1960 | Паломарська обсерваторія  | К. Й. ван Гаутен, І. ван Гаутен-Ґроневельд, Т. Герельс |
| (23339) 3025 P-L                        | 3025 P-L             | 24 вересня 1960 | Паломарська обсерваторія  | К. Й. ван Гаутен, І. ван Гаутен-Ґроневельд, Т. Герельс |
| (23340) 3092 P-L                        | 3092 P-L             | 24 вересня 1960 | Паломарська обсерваторія  | К. Й. ван Гаутен, І. ван Гаутен-Ґроневельд, Т. Герельс |
| (23341) 3503 P-L                        | 3503 P-L             | 17 жовтня 1960  | Паломарська обсерваторія  | К. Й. ван Гаутен, І. ван Гаутен-Ґроневельд, Т. Герельс |
| (23342) 4086 P-L                        | 4086 P-L             | 24 вересня 1960 | Паломарська обсерваторія  | К. Й. ван Гаутен, І. ван Гаутен-Ґроневельд, Т. Герельс |
| (23343) 4238 P-L                        | 4238 P-L             | 24 вересня 1960 | Паломарська обсерваторія  | К. Й. ван Гаутен, І. ван Гаутен-Ґроневельд, Т. Герельс |
| (23344) 4612 P-L                        | 4612 P-L             | 24 вересня 1960 | Паломарська обсерваторія  | К. Й. ван Гаутен, І. ван Гаутен-Ґроневельд, Т. Герельс |
| (23345) 4619 P-L                        | 4619 P-L             | 24 вересня 1960 | Паломарська обсерваторія  | К. Й. ван Гаутен, І. ван Гаутен-Ґроневельд, Т. Герельс |
| (23346) 4695 P-L                        | 4695 P-L             | 24 вересня 1960 | Паломарська обсерваторія  | К. Й. ван Гаутен, І. ван Гаутен-Ґроневельд, Т. Герельс |
| (23347) 5567 P-L                        | 5567 P-L             | 17 жовтня 1960  | Паломарська обсерваторія  | К. Й. ван Гаутен, І. ван Гаутен-Ґроневельд, Т. Герельс |
| (23348) 6046 P-L                        | 6046 P-L             | 24 вересня 1960 | Паломарська обсерваторія  | К. Й. ван Гаутен, І. ван Гаутен-Ґроневельд, Т. Герельс |
| (23349) 6741 P-L                        | 6741 P-L             | 24 вересня 1960 | Паломарська обсерваторія  | К. Й. ван Гаутен, І. ван Гаутен-Ґроневельд, Т. Герельс |
| (23350) 6779 P-L                        | 6779 P-L             | 24 вересня 1960 | Паломарська обсерваторія  | К. Й. ван Гаутен, І. ван Гаутен-Ґроневельд, Т. Герельс |
| (23351) 6818 P-L                        | 6818 P-L             | 24 вересня 1960 | Паломарська обсерваторія  | К. Й. ван Гаутен, І. ван Гаутен-Ґроневельд, Т. Герельс |
| (23352) 7585 P-L                        | 7585 P-L             | 17 жовтня 1960  | Паломарська обсерваторія  | К. Й. ван Гаутен, І. ван Гаутен-Ґроневельд, Т. Герельс |
| (23353) 9518 P-L                        | 9518 P-L             | 17 жовтня 1960  | Паломарська обсерваторія  | К. Й. ван Гаутен, І. ван Гаутен-Ґроневельд, Т. Герельс |
| (23354) 9547 P-L                        | 9547 P-L             | 17 жовтня 1960  | Паломарська обсерваторія  | К. Й. ван Гаутен, І. ван Гаутен-Ґроневельд, Т. Герельс |
| 23355 Elephenor                         | 9602 P-L             | 17 жовтня 1960  | Паломарська обсерваторія  | К. Й. ван Гаутен, І. ван Гаутен-Ґроневельд, Т. Герельс |
| (23356) 1194 T-1                        | 1194 T-1             | 25 березня 1971 | Паломарська обсерваторія  | К. Й. ван Гаутен, І. ван Гаутен-Ґроневельд, Т. Герельс |
| (23357) 1285 T-1                        | 1285 T-1             | 25 березня 1971 | Паломарська обсерваторія  | К. Й. ван Гаутен, І. ван Гаутен-Ґроневельд, Т. Герельс |
| (23358) 2194 T-1                        | 2194 T-1             | 25 березня 1971 | Паломарська обсерваторія  | К. Й. ван Гаутен, І. ван Гаутен-Ґроневельд, Т. Герельс |
| (23359) 2301 T-1                        | 2301 T-1             | 25 березня 1971 | Паломарська обсерваторія  | К. Й. ван Гаутен, І. ван Гаутен-Ґроневельд, Т. Герельс |
| (23360) 3101 T-1                        | 3101 T-1             | 26 березня 1971 | Паломарська обсерваторія  | К. Й. ван Гаутен, І. ван Гаутен-Ґроневельд, Т. Герельс |
| (23361) 3243 T-1                        | 3243 T-1             | 26 березня 1971 | Паломарська обсерваторія  | К. Й. ван Гаутен, І. ван Гаутен-Ґроневельд, Т. Герельс |
| (23362) 3248 T-1                        | 3248 T-1             | 26 березня 1971 | Паломарська обсерваторія  | К. Й. ван Гаутен, І. ван Гаутен-Ґроневельд, Т. Герельс |
| (23363) 3770 T-1                        | 3770 T-1             | 13 травня 1971  | Паломарська обсерваторія  | К. Й. ван Гаутен, І. ван Гаутен-Ґроневельд, Т. Герельс |
| (23364) 4060 T-1                        | 4060 T-1             | 26 березня 1971 | Паломарська обсерваторія  | К. Й. ван Гаутен, І. ван Гаутен-Ґроневельд, Т. Герельс |
| (23365) 4217 T-1                        | 4217 T-1             | 26 березня 1971 | Паломарська обсерваторія  | К. Й. ван Гаутен, І. ван Гаутен-Ґроневельд, Т. Герельс |
| (23366) 1043 T-2                        | 1043 T-2             | 29 вересня 1973 | Паломарська обсерваторія  | К. Й. ван Гаутен, І. ван Гаутен-Ґроневельд, Т. Герельс |
| (23367) 1173 T-2                        | 1173 T-2             | 29 вересня 1973 | Паломарська обсерваторія  | К. Й. ван Гаутен, І. ван Гаутен-Ґроневельд, Т. Герельс |
| (23368) 1196 T-2                        | 1196 T-2             | 29 вересня 1973 | Паломарська обсерваторія  | К. Й. ван Гаутен, І. ван Гаутен-Ґроневельд, Т. Герельс |
| (23369) 1295 T-2                        | 1295 T-2             | 29 вересня 1973 | Паломарська обсерваторія  | К. Й. ван Гаутен, І. ван Гаутен-Ґроневельд, Т. Герельс |
| (23370) 1329 T-2                        | 1329 T-2             | 29 вересня 1973 | Паломарська обсерваторія  | К. Й. ван Гаутен, І. ван Гаутен-Ґроневельд, Т. Герельс |
| (23371) 1364 T-2                        | 1364 T-2             | 29 вересня 1973 | Паломарська обсерваторія  | К. Й. ван Гаутен, І. ван Гаутен-Ґроневельд, Т. Герельс |
| (23372) 1405 T-2                        | 1405 T-2             | 29 вересня 1973 | Паломарська обсерваторія  | К. Й. ван Гаутен, І. ван Гаутен-Ґроневельд, Т. Герельс |
| (23373) 2133 T-2                        | 2133 T-2             | 29 вересня 1973 | Паломарська обсерваторія  | К. Й. ван Гаутен, І. ван Гаутен-Ґроневельд, Т. Герельс |
| (23374) 2207 T-2                        | 2207 T-2             | 29 вересня 1973 | Паломарська обсерваторія  | К. Й. ван Гаутен, І. ван Гаутен-Ґроневельд, Т. Герельс |
| (23375) 2234 T-2                        | 2234 T-2             | 29 вересня 1973 | Паломарська обсерваторія  | К. Й. ван Гаутен, І. ван Гаутен-Ґроневельд, Т. Герельс |
| (23376) 2239 T-2                        | 2239 T-2             | 29 вересня 1973 | Паломарська обсерваторія  | К. Й. ван Гаутен, І. ван Гаутен-Ґроневельд, Т. Герельс |
| (23377) 3035 T-2                        | 3035 T-2             | 30 вересня 1973 | Паломарська обсерваторія  | К. Й. ван Гаутен, І. ван Гаутен-Ґроневельд, Т. Герельс |
| (23378) 3043 T-2                        | 3043 T-2             | 30 вересня 1973 | Паломарська обсерваторія  | К. Й. ван Гаутен, І. ван Гаутен-Ґроневельд, Т. Герельс |
| (23379) 3159 T-2                        | 3159 T-2             | 30 вересня 1973 | Паломарська обсерваторія  | К. Й. ван Гаутен, І. ван Гаутен-Ґроневельд, Т. Герельс |
| (23380) 3197 T-2                        | 3197 T-2             | 30 вересня 1973 | Паломарська обсерваторія  | К. Й. ван Гаутен, І. ван Гаутен-Ґроневельд, Т. Герельс |
| (23381) 3363 T-2                        | 3363 T-2             | 25 вересня 1973 | Паломарська обсерваторія  | К. Й. ван Гаутен, І. ван Гаутен-Ґроневельд, Т. Герельс |
| 23382 Epistrophos                       | 4536 T-2             | 30 вересня 1973 | Паломарська обсерваторія  | К. Й. ван Гаутен, І. ван Гаутен-Ґроневельд, Т. Герельс |
| 23383 Schedios                          | 5146 T-2             | 25 вересня 1973 | Паломарська обсерваторія  | К. Й. ван Гаутен, І. ван Гаутен-Ґроневельд, Т. Герельс |
| (23384) 5163 T-2                        | 5163 T-2             | 25 вересня 1973 | Паломарська обсерваторія  | К. Й. ван Гаутен, І. ван Гаутен-Ґроневельд, Т. Герельс |
| (23385) 5168 T-2                        | 5168 T-2             | 25 вересня 1973 | Паломарська обсерваторія  | К. Й. ван Гаутен, І. ван Гаутен-Ґроневельд, Т. Герельс |
| (23386) 5179 T-2                        | 5179 T-2             | 25 вересня 1973 | Паломарська обсерваторія  | К. Й. ван Гаутен, І. ван Гаутен-Ґроневельд, Т. Герельс |
| (23387) 1039 T-3                        | 1039 T-3             | 17 жовтня 1977  | Паломарська обсерваторія  | К. Й. ван Гаутен, І. ван Гаутен-Ґроневельд, Т. Герельс |
| (23388) 1168 T-3                        | 1168 T-3             | 17 жовтня 1977  | Паломарська обсерваторія  | К. Й. ван Гаутен, І. ван Гаутен-Ґроневельд, Т. Герельс |
| (23389) 1181 T-3                        | 1181 T-3             | 17 жовтня 1977  | Паломарська обсерваторія  | К. Й. ван Гаутен, І. ван Гаутен-Ґроневельд, Т. Герельс |
| (23390) 1186 T-3                        | 1186 T-3             | 17 жовтня 1977  | Паломарська обсерваторія  | К. Й. ван Гаутен, І. ван Гаутен-Ґроневельд, Т. Герельс |
| (23391) 2065 T-3                        | 2065 T-3             | 16 жовтня 1977  | Паломарська обсерваторія  | К. Й. ван Гаутен, І. ван Гаутен-Ґроневельд, Т. Герельс |
| (23392) 2416 T-3                        | 2416 T-3             | 16 жовтня 1977  | Паломарська обсерваторія  | К. Й. ван Гаутен, І. ван Гаутен-Ґроневельд, Т. Герельс |
| (23393) 3283 T-3                        | 3283 T-3             | 16 жовтня 1977  | Паломарська обсерваторія  | К. Й. ван Гаутен, І. ван Гаутен-Ґроневельд, Т. Герельс |
| (23394) 4340 T-3                        | 4340 T-3             | 16 жовтня 1977  | Паломарська обсерваторія  | К. Й. ван Гаутен, І. ван Гаутен-Ґроневельд, Т. Герельс |
| (23395) 5018 T-3                        | 5018 T-3             | 16 жовтня 1977  | Паломарська обсерваторія  | К. Й. ван Гаутен, І. ван Гаутен-Ґроневельд, Т. Герельс |
| (23396) 5112 T-3                        | 5112 T-3             | 16 жовтня 1977  | Паломарська обсерваторія  | К. Й. ван Гаутен, І. ван Гаутен-Ґроневельд, Т. Герельс |
| (23397) 5122 T-3                        | 5122 T-3             | 16 жовтня 1977  | Паломарська обсерваторія  | К. Й. ван Гаутен, І. ван Гаутен-Ґроневельд, Т. Герельс |
| (23398) 5124 T-3                        | 5124 T-3             | 16 жовтня 1977  | Паломарська обсерваторія  | К. Й. ван Гаутен, І. ван Гаутен-Ґроневельд, Т. Герельс |
| (23399) 5132 T-3                        | 5132 T-3             | 16 жовтня 1977  | Паломарська обсерваторія  | К. Й. ван Гаутен, І. ван Гаутен-Ґроневельд, Т. Герельс |
| (23400) A913 CF                         | A913 CF              | 11 лютого 1913  | Обсерваторія Лік          | Гебер Дуст Кертіс                                      |

| ← Астероїди 20001—30000 → |             |             |             |             |             |             |             |             |             |
| 20001—20100               | 21001—21100 | 22001—22100 | 23001—23100 | 24001—24100 | 25001—25100 | 26001—26100 | 27001—27100 | 28001—28100 | 29001—29100 |
| 20101—20200               | 21101—21200 | 22101—22200 | 23101—23200 | 24101—24200 | 25101—25200 | 26101—26200 | 27101—27200 | 28101—28200 | 29101—29200 |
| 20201—20300               | 21201—21300 | 22201—22300 | 23201—23300 | 24201—24300 | 25201—25300 | 26201—26300 | 27201—27300 | 28201—28300 | 29201—29300 |
| 20301—20400               | 21301—21400 | 22301—22400 | 23301—23400 | 24301—24400 | 25301—25400 | 26301—26400 | 27301—27400 | 28301—28400 | 29301—29400 |
| 20401—20500               | 21401—21500 | 22401—22500 | 23401—23500 | 24401—24500 | 25401—25500 | 26401—26500 | 27401—27500 | 28401—28500 | 29401—29500 |
| 20501—20600               | 21501—21600 | 22501—22600 | 23501—23600 | 24501—24600 | 25501—25600 | 26501—26600 | 27501—27600 | 28501—28600 | 29501—29600 |
| 20601—20700               | 21601—21700 | 22601—22700 | 23601—23700 | 24601—24700 | 25601—25700 | 26601—26700 | 27601—27700 | 28601—28700 | 29601—29700 |
| 20701—20800               | 21701—21800 | 22701—22800 | 23701—23800 | 24701—24800 | 25701—25800 | 26701—26800 | 27701—27800 | 28701—28800 | 29701—29800 |
| 20801—20900               | 21801—21900 | 22801—22900 | 23801—23900 | 24801—24900 | 25801—25900 | 26801—26900 | 27801—27900 | 28801—28900 | 29801—29900 |
| 20901—21000               | 21901—22000 | 22901—23000 | 23901—24000 | 24901—25000 | 25901—26000 | 26901—27000 | 27901—28000 | 28901—29000 | 29901—30000 |